# Сацхене
Сацхене (груз. საცხენე) — село в Грузії.
За даними перепису населення 2014 року в селі проживає 23 особи.